# Шерпур (город, Бангладеш)
Шерпур (бенг. শেরপুর) — город и муниципалитет на севере Бангладеш, административный центр одноимённого округа. Расположен на берегах реки Мриги. Шерпур был основан в XVII веке и в 1869 году получил статус муниципалитета. Площадь города равна 23,39 км². По данным переписи 2001 года, в городе проживало 78 749 человек, из которых мужчины составляли 52,22 %, женщины — соответственно 47,78 %. Плотность населения равнялась 3367 чел. на 1 км². Уровень грамотности взрослого населения составлял 38,6 % (при среднем по Бангладеш показателе 43,1 %).